# Andrea Cassarà
Andrea Cassarà, né le 3 janvier 1984 à Passirano, est un escrimeur italien, pratiquant le fleuret.

## Affaires judiciaires
En février 2025, il a été reconnu coupable d'ingérence illicite intentionnelle dans la vie publique, après avoir été accusé d'avoir tenté de filmer secrètement avec son téléphone portable deux jeunes filles de 16 ans qui prenaient une douche au centre sportif San Filippo à Brescia, en Italie, et condamné à un an et quatre mois de prison.

## Palmarès

### Sénior
- Jeux olympiques
  -  Médaille d'or par équipe aux Jeux olympiques d'été de 2004 à Athènes
  -  Médaille d'or par équipe aux Jeux olympiques d'été de 2012 à Londres
  -  Médaille de bronze en individuel aux Jeux olympiques d'été de 2004 à Athénes

- Championnats du monde
  -  Médaille d'or par équipe aux championnats du monde 2015 à Moscou
  -  Médaille d'or par équipe aux championnats du monde 2013 à Budapest
  -  Médaille d'or individuel aux championnats du monde 2011 à Catane
  -  Médaille d'or par équipe aux championnats du monde 2009 à Antalya
  -  Médaille d'or par équipe du championnat du monde 2008 à Pékin
  -  Médaille d'or par équipe du championnat du monde 2003 à La Havane
  -  Médaille d'argent par équipe du championnat du monde 2010 à Paris
  -  Médaille d'argent par équipe du championnat du monde 2005 à Leipzig
  -  Médaille de bronze par équipe aux championnats du monde 2014 à Kazan
  -  Médaille de bronze par équipe du championnat du monde 2006 à Turin
  -  Médaille de bronze en individuel du championnat du monde 2003 à La Havane

- Championnats d'Europe
  -  Médaille d'or en individuel aux championnats d'Europe 2015 à Montreux
  -  Médaille d'or par équipes aux championnats d'Europe 2012 à Legnano
  -  Médaille d'or par équipes aux championnats d'Europe 2011 à Sheffield
  -  Médaille d'or par équipes aux championnats d'Europe 2010 à Leipzig
  -  Médaille d'or par équipes aux championnats d'Europe 2009 à Plovdiv
  -  Médaille d'or en individuel aux championnats d'Europe 2008 à Kiev
  -  Médaille d'or en individuel aux championnats d'Europe 2005 à Zalaegerszeg
  -  Médaille d'or par équipe aux championnats d'Europe 2005 à Moscou
  -  Médaille d'or en individuel aux championnats d'Europe 2002 à Moscou
  -  Médaille d'or par équipe aux championnats d'Europe 2002 à Moscou
  -  Médaille d'argent par équipe aux championnats d'Europe 2016 à Toruń
  -  Médaille d'argent par équipe aux championnats d'Europe 2014 à Strasbourg
  -  Médaille d'argent par équipe aux championnats d'Europe 2011 à Sheffield

- Coupe du monde
  -  Vainqueur de la coupe du monde 2005-2006
  -  Médaille d'or en individuel dans des épreuves de coupe du monde : La Coruña 2003, 2011 et 2012 ; Zalaegerszeg 2003 ; La Havane 2004, 2010 et 2011 ; Espinho 2004 ; Copenhague 2006 ; Venise 2006 et 2013 ; Shanghai 2006, 2007, 2008 et 2010 ; Le Caire 2006 ; Tokyo 2008 ; Sharm El Sheikh 2010 ; Paris 2012 ; Séoul 2012 et 2013 ; Bonne 2014 et 2015 ; Saint-Petersbourg 2004, 2006, 2010, 2012 et 2019
  -  Médaille d'argent en individuel dans des épreuves de coupe du monde : Bonn 2003, 2013 et 2018 ; Shanghai 2003 ; La Coruña 2004 ; Copenhague 2005 ; Séoul 2006 ; Saint-Petersbourg 2007, 2011, 2015 et 2017 ; Le Caire 2007 et 2020 ; Paris 2006 et 2014 ; Venise 2008 ; Estado Vargas 2009 ; Tokyo 2017 ; Anaheim 2018
  -  Médaille de bronze en individuel dans des épreuves de coupe du monde : Bonn 2004, 2005 et 2019 ; Shanghai 2004, 2011 et 2018 ; Ile de Margarita 2004 ; Le Caire 2005 et 2016 ; La Coruña 2007 ; Montréal 2008 ; Venise 2010 ; Tokyo 2014

### Junior et cadet
- Championnats du monde juniors
  -  Médaille de bronze en individuel aux championnats du monde juniors 2002

- Championnats du monde cadets
  -  médaille d'or en individuel du championnat du monde cadet 2001
  -  Médaille de bronze en individuel aux championnats du monde cadets 2000

- Championnats d'Europe juniors
  -  Médaille d'argent en individuel aux championnats d'Europe juniors 2002
  -  Médaille d'argent par équipes aux championnats d'Europe juniors 2002

## Distinction personnelle
Commandeur de l'Ordre du Mérite de la République italienne